# Bertiera longithyrsa
Bertiera longithyrsa är en måreväxtart som beskrevs av John Gilbert Baker. Bertiera longithyrsa ingår i släktet Bertiera och familjen måreväxter.
Artens utbredningsområde är Madagaskar. Inga underarter finns listade i Catalogue of Life.